# Фигурное катание на летних Олимпийских играх 1908
Фигурное катание впервые вошло в программу Олимпиад на Играх 1908 года. Соревнования проходили в четырёх дисциплинах: в мужском и женском одиночном катании, в специальных фигурах и в парном катании. Фигурное катание стало первым зимним видом спорта, в котором соревновались на Олимпийских играх (хотя Игры в Лондоне и были летними).
Соревнования приходили в Prince's Skating Club в районе Найтсбридж (англ. Knightsbridge) в центре Лондона. Турнир начался 28 октября 1908 года, а на следующий день состоялись четыре финала.

## Представительство по странам
Всего в Олимпийских играх приняли участие 21 фигурист из 6 стран (в скобках указано количество фигуристов от страны):
- Аргентина (1)
- Великобритания (11)
- Германия (3)
- Россия (1)
- США (1)
- Швеция (4)

Интересно, что принявший участие в соревнованиях Генри (Горацио) Торроме, представлявший Аргентину, остаётся единственным фигуристом этой страны, участвовавшим в Олимпийских играх по настоящее время. Он также до 2014 года оставался единственным фигуристом представляющим Южную Америку на Олимпийских играх, а до 1988 года и Латинскую Америку. Примечательно, что, выступив в мужском одиночном катании, Горацио был одним из судей в парном катании.

## Результаты

### Мужское одиночное катание

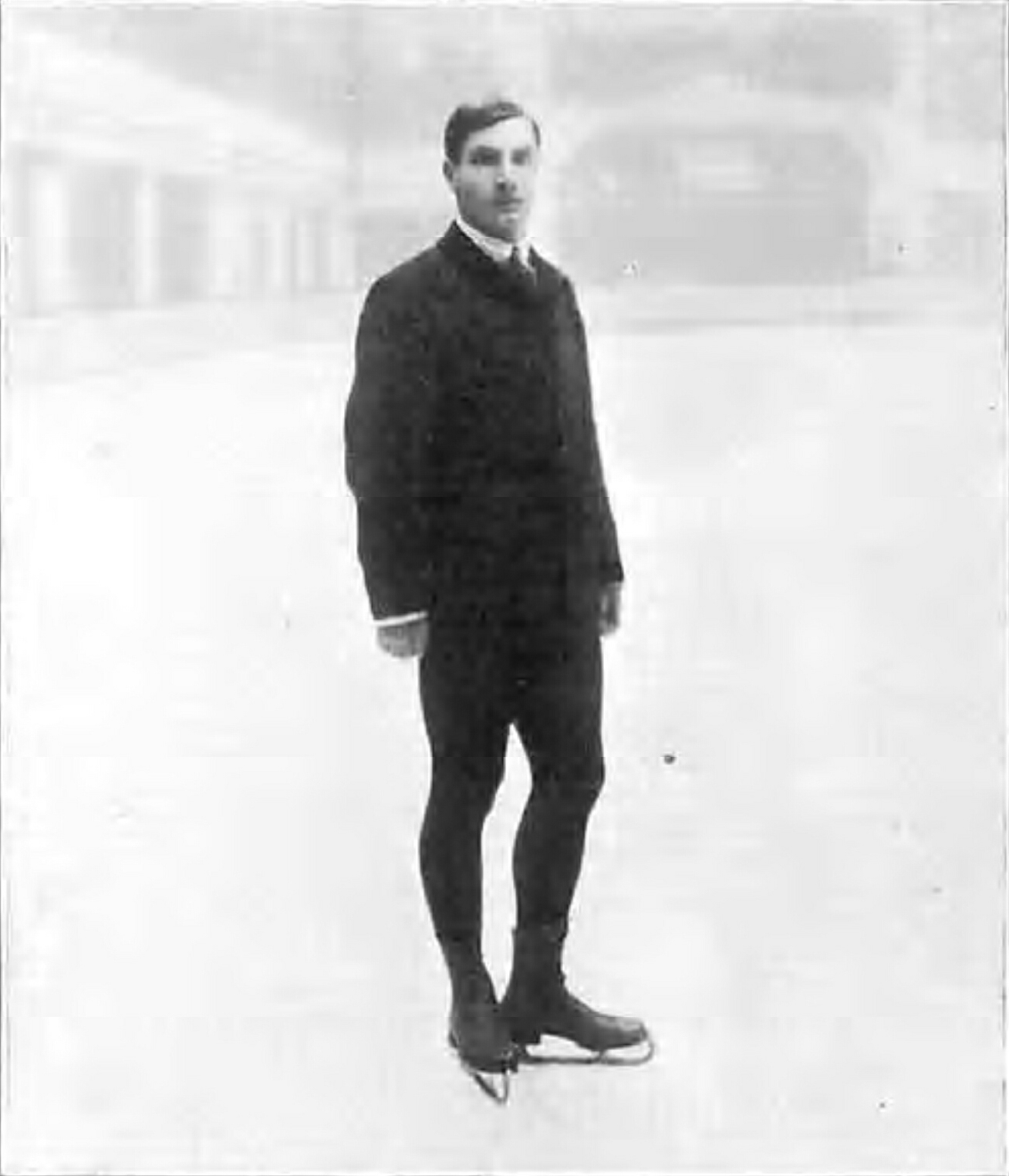
Ульрих Сальхов

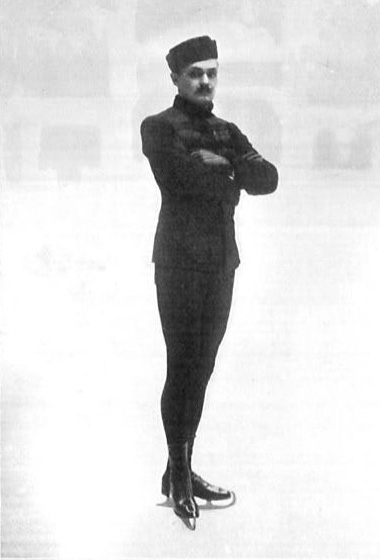
Николай Панин-Коломенкин

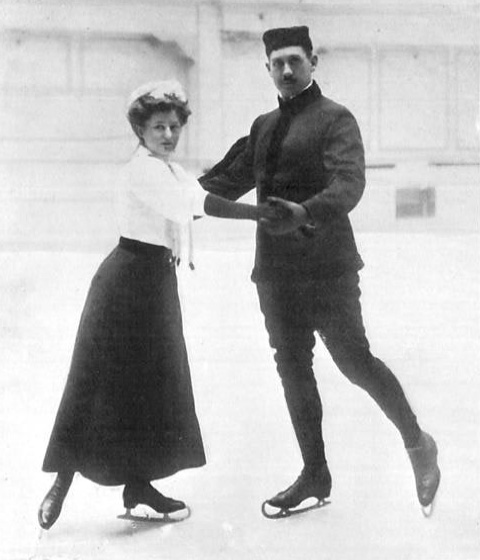
Анна Хюблер и Генрих Бюргер

| Место | Имя                      | Страна         |
| ----- | ------------------------ | -------------- |
| 1     | Ульрих Сальхов           | Швеция         |
| 2     | Рикард Юханссон          | Швеция         |
| 3     | Пер Торен                | Швеция         |
| 4     | Джон Кейлер Грейг        | Великобритания |
| 5     | Альберт Марч             | Великобритания |
| 6     | Ирвинг Брокав            | США            |
| 7     | Горацио Торроме          | Аргентина      |
| WD    | Николай Панин-Коломенкин | Россия         |
| WD    | Герберт Иглесиас         | Великобритания |

WD = снялись с соревнований

### Специальные фигуры
Награды в этой дисциплине были разыграны первый и последний раз в рамках Олимпийских игр.
| Место | Имя                      | Страна         |
| ----- | ------------------------ | -------------- |
| 1     | Николай Панин-Коломенкин | Россия         |
| 2     | Артур Камминг            | Великобритания |
| 3     | Джеффри Холл-Сэй         | Великобритания |

### Женское одиночное катание
| Место | Имя                 | Страна         |
| ----- | ------------------- | -------------- |
| 1     | Медж Сайерс         | Великобритания |
| 2     | Эльза Рендшмидт     | Германия       |
| 3     | Дороти Гринхоу-Смит | Великобритания |
| 4     | Эльна Монтгомери    | Швеция         |
| 5     | Гвендолин Лайсетт   | Великобритания |

### Парное катание
| Место | Имя                                | Страна         |
| ----- | ---------------------------------- | -------------- |
| 1     | Анна Хюблер / Генрих Бургер        | Германия       |
| 2     | Филлис Джонсон / Джеймс Г. Джонсон | Великобритания |
| 3     | Медж Сайерс / Эдгар Сайерс         | Великобритания |